# 吉原政智
吉原 政智（よしはら まさとも、1896年（明治29年） - 1988年（昭和63年）11月14日）は、日本の実業家。東洋汽船代表取締役社長や、東京會舘代表取締役社長、初代パレスホテル代表取締役社長、日本ホテル協会会長等を歴任した。

## 人物・経歴
1896年、佐賀県生まれ。1922年東京帝国大学法学部卒業、安田保善社（現安田不動産）入社。1941年安田保善社参事。1943年東洋汽船社長。1948年協立汽船会長、東京會舘社長。1960年に商工省貿易庁直轄バイヤーズホテルの東京會舘への払い下げが行われたことを受け設立されたパレスホテルの初代社長に就任。吉原政雄と親子2代にわたり、岳父小林一三の思想であったオフィス併設型にすることにより得る賃料収入による経営安定化というホテル経営を推し進めた。1973年からは日本ホテル協会会長も務めた。

## 親族
妻のとめ子は元阪神急行電鉄代表取締役社長の小林一三の長女。吉原政雄パレスホテル名誉会長は子。パレスホテル代表取締役会長の小林節は孫の夫。現パレスホテル代表取締役社長は吉原大介。